# Ornithogalum pyrenaicum

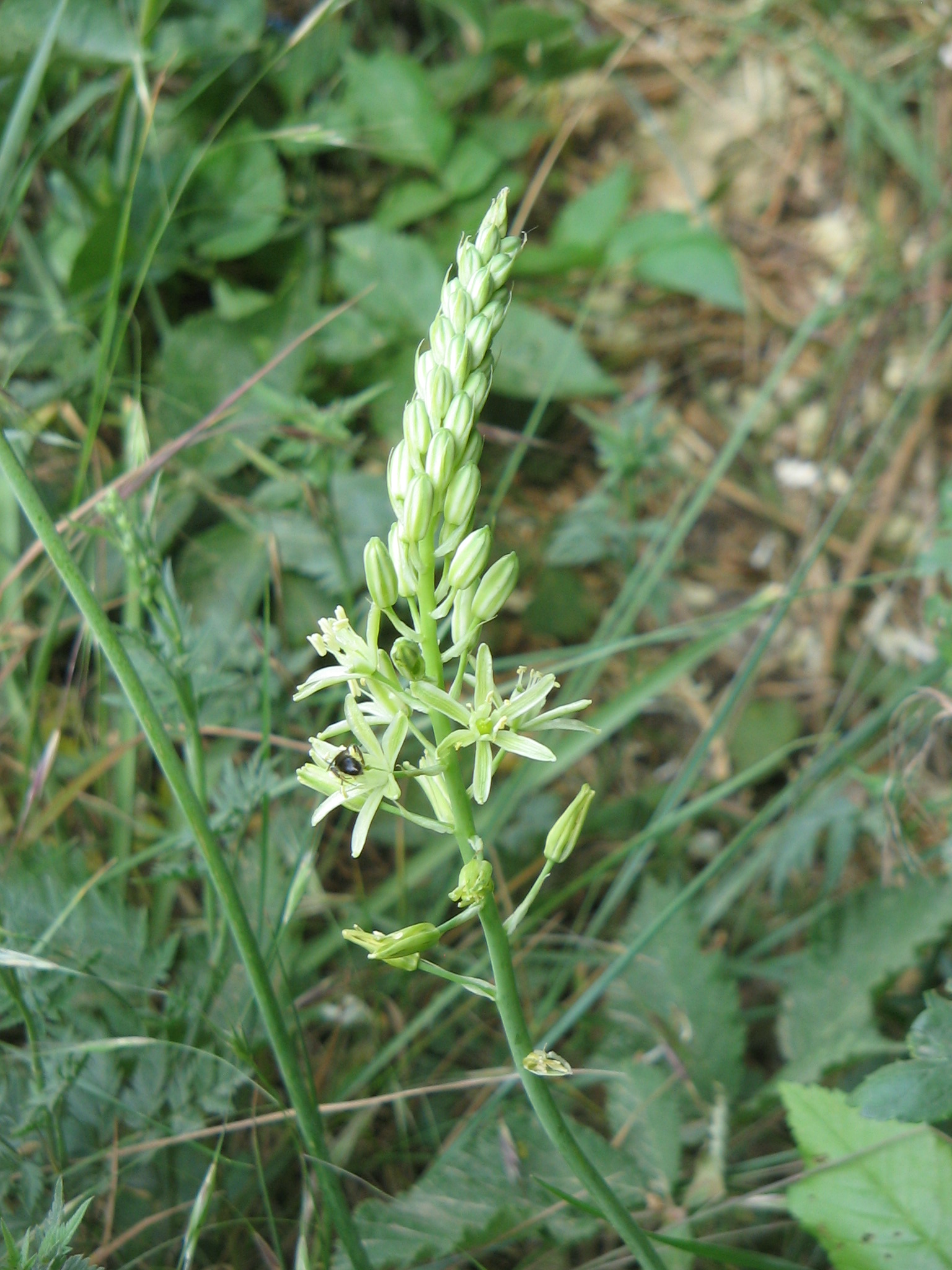
Inflorescència

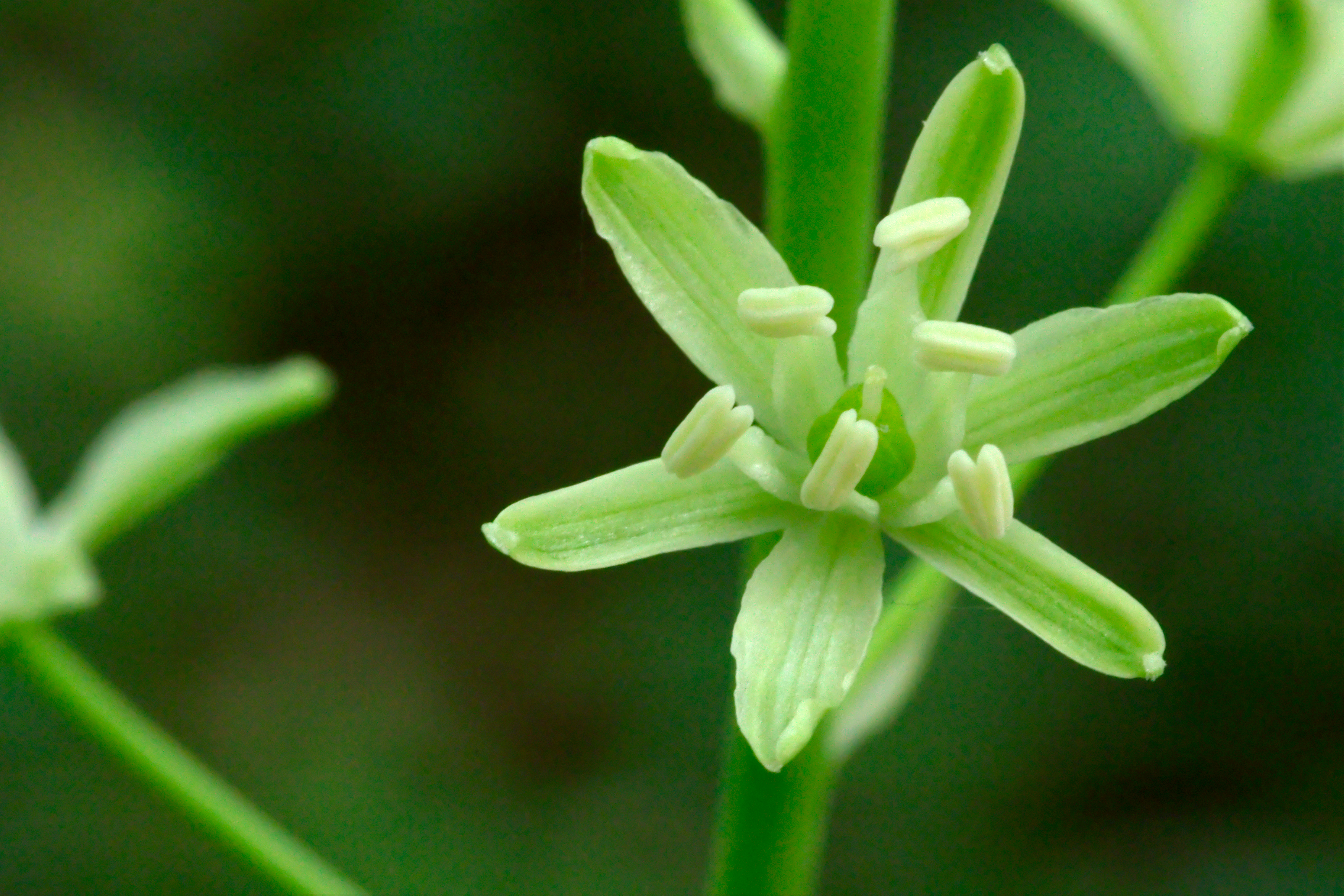
Detall de la flor

Ornithogalum pyrenaicum és una espècie de planta bulbosa de la família de les jacintàcies.

## Descripció
Planta perenne d'alçada mitjana a alta. Tiges esveltes, verdes amb aspecte d'espàrrec als brots joves. Fulles (5-8) linears, lleugerament acanalades i sense una franja central pàl·lida, que solen marcir-se durant la floració. Flors de color verd groguenc pàl·lid, estrellades, en un raïm llarg i esvelt amb aspecte d'espiga que conté nombroses flors dèbilment oloroses; tèpals amb una franja més fosca al feix. Les anteres són grogues pàl·lides. Es distingeix d'Ornithogalum umbellatum en la seva inflorescència llarga i cilíndrica de moltes flors amb flors petites groc clar a l'interior, verdoses a l'exterior amb una ratlla verd fosc. Càpsula ovoide, amb 3 estries, pendular.

## Distribució i hàbitat
Es distribueix pel sud, oest i zona meridional del centre d'Europa. Al Mediterrani se la troba des de la península Ibèrica fins a l'ex-Iugoslàvia. Habita en boscos, tanques, males herbes, vinyes, llocs rocosos i rebollars.

## Taxonomia
Ornithogalum pyrenaicum va ser descrita per L. i publicada a Sp. Pl. 306, l'any 1753.

### Citologia
Nombre de cromosomes d'Ornithogalum pyrenaicum  i tàxons infraespecífics: 2n=16.

### Etimologia
- Ornithogalum: nom genèric que deriva de grec ornithos (ocell) i gala (llet), de manera que la traducció seria "llet d'ocell". Per a alguns autors, aquest nom es refereix al color de les flors de moltes espècies del gènere. Per a altres, "llet d'ocell" fa al·lusió a les paraules que aparentment utilitzaven els romans per indicar que alguna cosa és meravellós.[5]
- pyrenaicum: epítet geogràfic que fa al·lusió a la seva localització en els Pirineus.

### Sinonímia
- Anthericum sulphureum Waldst. & Kit.
- Beryllis pyrenaica (L.) Salisb.
- Hyacinthus sulphureus (Waldst. & Kit.) E.H.L.Krause
- Loncomelos pallidum (Salisb.) Speta
- Loncomelos pyrenaicum (L.) J.Holub
- Loncoxis sulphurea (Waldst. & Kit.) Raf.
- Ornithogalum asphodeloides Schur
- Ornithogalum flavescens Lam.
- Ornithogalum granatense Pau
- Ornithogalum melancholicum Klokov ex Krasnova
- Ornithogalum ochroleucum Montandon
- Ornithogalum pallidum Salisb.
- Ornithogalum pyrenaicum var. flavescens (Lam.) Baker
- Ornithogalum pyrenaicum subsp. flavescens (Lam.) K.Richt.
- Ornithogalum pyrenaicum var. sulphureum (Waldst. & Kit.) Nyman
- Ornithogalum racemosum Gaterau
- Ornithogalum sulphureum (Waldst. & Kit.) Schult. & Schult.f.
- Parthenostachys pyrenaica (L.) Fourr.
- Phalangium sulphureum (Waldst. & Kit.) Poir.
- Scilla sylvestris Savi
- Stellaris erecta Moench[6]